# Jochen Bachfeld
Jochen Bachfeld (* 17. Dezember 1952 in Sülte bei Schwerin) ist ein ehemaliger deutscher Boxer aus der DDR. Er gewann bei den Olympischen Sommerspielen 1976 in Montreal die Goldmedaille im Weltergewicht und war auch Teilnehmer der Olympischen Sommerspiele 1972 in München, wo er einen 9. Platz im Federgewicht erreichte.

## Boxkarriere
Jochen Bachfeld wechselte vom Judosport, den er beim SC Dynamo Schwerin ausübte, 1962 zum Boxsport in Hagenow. 1966 kam er zum SC Traktor Schwerin, wo er von Bruno Guse und später Paul Nickel trainiert wurde. Sein größter Erfolg im Nachwuchs war der Gewinn der Silbermedaille im Halbfliegengewicht bei der Junioren-Europameisterschaft 1970 in Miskolc, wo er unter anderem den späteren Olympiasieger Georgi Kostadinow besiegte.
Bei den Erwachsenen wurde er 1972 mit einem Finalsieg gegen Hartmut Helmbold DDR-Meister Federgewicht und gewann auch den Chemiepokal in Halle (Saale). Bei den Olympischen Spielen 1972 in München schlug er Peter Prause und William Taylor, ehe er im Achtelfinale gegen Gabriel Pometcu ausschied. 1973 wiederholte er den Gewinn des Chemiepokals.
In der Vorrunde der Weltmeisterschaft 1974 in Havanna verlor er gegen Wassili Solomin.
1976 gewann er die DDR-Meisterschaft im Weltergewicht und besiegte dabei Thomas Schindler, Peter Rieger, Uwe Franz und Peter Spilski. Er startete auch bei den Olympischen Spielen 1976 in Montreal, wo er sich gegen Ali Khomani, Athanasios Iliadis, Waleri Ratschkow, Carmen Rinke, Victor Zilberman und Pedro Gamarro durchsetzen und Olympiasieger werden konnte.
Bei der Weltmeisterschaft 1978 in Belgrad unterlag er diesmal im Viertelfinale mit 2:3 gegen Waleri Ratschkow. 1980 beendete er aufgrund langwieriger Verletzungen seine sportliche Laufbahn. Bis dahin hatte er 122 Kämpfe bestritten und davon 107 gewonnen.

## Sonstiges
Bachfeld absolvierte ein Fernstudium zum Ökonom für den Binnenhandel und eine Berufsausbildung zum Handelskaufmann. Er absolvierte auch ein Studium an der HSG DHfK Leipzig und arbeitete danach als Sportlehrer und Erziehungstherapeut.